# 艾倫·塔奇

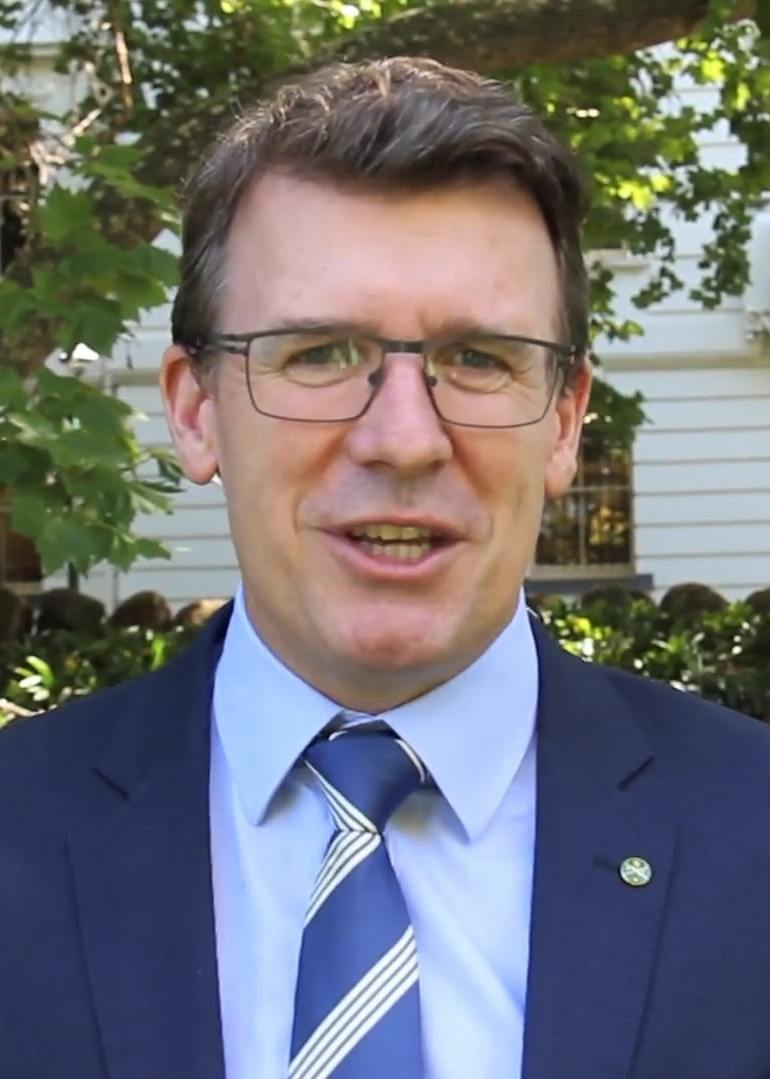

艾倫·塔奇（英語：Alan Tudge；1971年2月24日—）是一位澳洲政治人物，他的黨籍是澳洲自由黨。自2010年開始，他是阿斯頓選區選出的澳大利亞眾議院的議員。2016年起，先後擔任澳洲人權服務部、國藉與文化多元部、人口與市區基建部，以及教育與青年部聯邦部長，直至2021年辭職。